# 5213 Takahashi
5213 Takahashi eller 1990 FU är en asteroid i huvudbältet som upptäcktes den 18 mars 1990 av de båda japanska astronomerna Kazuro Watanabe och Kin Endate vid Kitami-observatoriet. Den är uppkallad efter Kiichiro Takahashi.
Asteroiden har en diameter på ungefär 13 kilometer och den tillhör asteroidgruppen Eos.